# Philip Heise
Philip Heise (Düsseldorf, 20 juni 1991) is een Duits voetballer die doorgaans als linksback speelt.

## Carrière
Heise speelde in de jeugdopleiding van achtereenvolgens FC Büderich, Bayer Leverkusen en Fortuna Düsseldorf. Na een eenjarig uitstapje bij Borussia Mönchengladbach keerde hij in 2010 terug bij Fortuna Düsseldorf, waar hij aansloot bij het tweede elftal. Omdat hij in zijn geboortestad geen perspectief kreeg op speelminuten in het eerste elftal, tekende de verdediger in 2011 zijn eerste profcontract bij Preußen Münster. Daar maakt hij op 2 augustus 2011 zijn debuut in de 3. Liga tijdens een met 1-2 gewonnen uitwedstrijd bij Chemnitzer FC, als invaller voor José Pierre Vunguidica. In 2013 verkaste hij naar 1. FC Heidenheim dat op 19 april 2014 voor het eerst in de clubhistorie naar de 2. Bundesliga promoveerde, mede dankzij een goal van Heise in de promotiewedstrijd bij SV Elversberg (1-1). Bij Heidenheim groeide hij uit tot een van de beste linksbacks van de 2. Bundesliga en in 2015 maakte hij de sprong naar de Bundesliga, nadat VfB Stuttgart hem voor een transfersom van naar verluidt 750.000 euro had overgenomen. In Stuttgart kreeg Heise echter amper speeltijd en in januari 2017 verkaste hij naar Dynamo Dresden, waar hij een contract tekende tot 2019. Daar trok de offensieve linkervleugelverdediger de aandacht van Norwich City, dat destijds werd getraind door zijn landgenoot Daniel Farke en eind januari 2019 tekende hij daar een contract tot 2022. Zijn verblijf in Engeland werd geen succes. Afgezien van een met 1-0 verloren wedstrijd voor de EFL Cup bij Crawley Town bleven zijn optredens daar beperkt tot het tweede elftal. Nadat de Duitser in de tweede helft van het seizoen 2019/20 al was verhuurd aan 1. FC Nürnberg werd hij het daaropvolgende seizoen opnieuw uitgeleend aan een club uit zijn geboorteland, ditmaal aan Karlsruher SC. Een jaar later liet hij zijn contract bij Norwich City ontbinden en sloot hij definitief aan in Karlsruhe, waar hij een driejarige verbintenis ondertekende. In totaal speelde hij 118 competitiewedstrijden voor die club in de 2. Bundesliga. Na afloop van zijn contract in 2024 keerde Heise terug naar Dynamo Dresden waar hij van 2017 tot 2019 eerder al had gespeeld. Na de promotie naar de 2. Bundesliga in mei 2025 nam hij daar na een jaar weer afscheid. Eind juli 2025 sloot de transfervrije Heise als proefspeler aan bij VVV-Venlo. Kort daarop tekende de ervaren Duitse verdediger een eenjarig contract bij de Venlose eerstedivisionist met de optie voor een extra seizoen.

## Clubstatistieken

### Beloften
| 2010/11                               | Fortuna Düsseldorf II | Regionalliga West | 32 | 2 | 32 | 2 |
| 2011/12                               | Preußen Münster II    | Westfalenliga     | 1  | 0 | 1  | 0 |
| 2015/16                               | VfB Stuttgart II      | 3. Liga           | 5  | 0 | 5  | 0 |
| Totaal beloften                       | Totaal beloften       | Totaal beloften   | 38 | 2 | 38 | 2 |
| Bijgewerkt tot en met 5 augustus 2025 |                       |                   |    |   |    |   |

### Senioren
| Seizoen                                | Club             | Competitie      | Competitie | Competitie | Beker | Beker | Overig 1 | Overig 1 | Totaal | Totaal |
| Seizoen                                | Club             | Competitie      | Wed.       | Dlp.       | Wed.  | Dlp.  | Wed.     | Dlp.     | Wed.   | Dlp.   |
| -------------------------------------- | ---------------- | --------------- | ---------- | ---------- | ----- | ----- | -------- | -------- | ------ | ------ |
| 2011/12                                | Preußen Münster  | 3. Liga         | 17         | 0          | —     | —     | 4        | 0        | 21     | 0      |
| 2012/13                                | Preußen Münster  | 3. Liga         | 21         | 1          | 1     | 0     | 5        | 0        | 27     | 1      |
| 2013/14                                | 1. FC Heidenheim | 3. Liga         | 38         | 2          | 1     | 0     | 1        | 0        | 40     | 2      |
| 2014/15                                | 1. FC Heidenheim | 2. Bundesliga   | 30         | 2          | 2     | 0     | —        | —        | 32     | 2      |
| 2015/16                                | VfB Stuttgart    | Bundesliga      | 5          | 0          | 1     | 0     | —        | —        | 6      | 0      |
| 2016/17                                | VfB Stuttgart    | 2. Bundesliga   | 1          | 0          | 1     | 0     | —        | —        | 2      | 0      |
| 2016/17                                | Dynamo Dresden   | 2. Bundesliga   | 17         | 2          | 0     | 0     | —        | —        | 17     | 2      |
| 2017/18                                | Dynamo Dresden   | 2. Bundesliga   | 26         | 2          | 2     | 1     | —        | —        | 28     | 3      |
| 2018/19                                | Dynamo Dresden   | 2. Bundesliga   | 15         | 1          | 1     | 0     | —        | —        | 16     | 1      |
| 2018/19                                | Norwich City     | Championship    | 0          | 0          | 0     | 0     | 0        | 0        | 0      | 0      |
| 2019/20                                | Norwich City     | Premier League  | 0          | 0          | 0     | 0     | 1        | 0        | 1      | 0      |
| 2019/20                                | → 1. FC Nürnberg | 2. Bundesliga   | 11         | 0          | 0     | 0     | 0        | 0        | 11     | 0      |
| 2020/21                                | → Karlsruher SC  | 2. Bundesliga   | 29         | 1          | 1     | 0     | —        | —        | 30     | 1      |
| 2021/22                                | Karlsruher SC    | 2. Bundesliga   | 33         | 0          | 3     | 1     | —        | —        | 36     | 1      |
| 2022/23                                | Karlsruher SC    | 2. Bundesliga   | 32         | 3          | 2     | 0     | —        | —        | 34     | 3      |
| 2023/24                                | Karlsruher SC    | 2. Bundesliga   | 24         | 1          | 1     | 0     | —        | —        | 25     | 1      |
| 2024/25                                | Dynamo Dresden   | 3. Liga         | 21         | 1          | 2     | 0     | 1        | 0        | 24     | 1      |
| 2025/26                                | VVV-Venlo        | Eerste divisie  | 2          | 0          | 0     | 0     | —        | —        | 2      | 0      |
| Totaal senioren                        | Totaal senioren  | Totaal senioren | 322        | 16         | 18    | 2     | 12       | 0        | 352    | 18     |
| Carrière totaal                        | Carrière totaal  | Carrière totaal | 360        | 18         | 18    | 2     | 12       | 0        | 390    | 20     |
| Bijgewerkt tot en met 15 augustus 2025 |                  |                 |            |            |       |       |          |          |        |        |